# ルネッサンス (ライオネル・リッチーのアルバム)
『ルネッサンス』（Renaissance）は、アメリカ合衆国のR&B歌手ライオネル・リッチーが2000年に発表した、ソロ名義では6作目のスタジオ・アルバム。
シェールの大ヒット曲「ビリーヴ」を手掛けたブライアン・ラウリングとマーク・テイラーが、「エンジェル」等6曲（アメリカ盤では4曲）をプロデュースした。

## 反響・評価
母国アメリカでは大きな成功に至らず、総合アルバム・チャートのBillboard 200で62位、『ビルボード』のR&Bアルバム・チャートで54位に終わった。一方、ドイツでは49週にわたってチャート入りし、最高3位を記録する大ヒットとなった。また、全英アルバムチャートでは6位に達し、コンピレーション・アルバム『トゥルーリー』（1997年リリース）以来の全英トップ10アルバムとなった。
Liana Jonasはオールミュージックにおいて5点満点中2点を付け「楽曲に面白味がなく、例えば"Angel"に見られるように、リッチーの声が音楽と噛み合っていない場面が多い」と評している。また、エド・パワーは『デイリー・テレグラフ』の企画「Lionel Richie: his 20 best songs」において本作を「大勢のプロデューサーやエンジニアが、この歌手のサウンドを、やたらとコンテンポラリーかつ鋭くしようとしたように思える」と評する一方、収録曲「エンジェル」を19位に選出し「彼が1980年代に送り出した作品にあった、安定感とミラーボール的な魅力を思い起こさせる」と評している。

## 収録曲
特記なき楽曲はライオネル・リッチー、ポール・バリー、マーク・テイラーの共作。7. 12. 15.は日本盤ボーナス・トラック。
1. エンジェル "Angel (Metro mix album version)" – 4:15
2. シンデレラ "Cinderella" (Lionel Richie, Joe Wolfe) – 3:42
3. テンダー・ハート "Tender Heart" (L. Richie, Paul Barry, Billy Lawrie) – 4:28
4. ダンス・ザ・ナイト・アウェイ "Dance the Night Away" (L. Richie, Walter Afanasieff) – 5:08
5. トゥナイト "Tonight" (Rodney Jerkins, Fred Jerkins III, L. Richie, LaShawn Daniels) – 4:32
6. ハウ・ロング "How Long" (L. Richie) – 3:55
7. シャウト・イット・トゥ・ザ・ワールド "Shout It to the World" – 4:37
8. ドント・ユー・エヴァー・ゴー・アウェイ "Don't You Ever Go Away" (L. Richie, Lloyd Tolbert) – 4:13
9. ウェイステッド・タイム "Wasted Time" (F. Jerkins III, L. Daniels, L. Richie, Harvey Mason, Jr.) – 4:07
10. ピース・オブ・マイ・ハート "Piece of My Heart" (L. Richie, J. Wolfe) – 4:15
11. イット・メイ・ビー・ザ・ウォーター "It May Be the Water" (L. Richie, Daryl Simmons) – 4:56
12. ジャスト・キャント・セイ・グッドバイ "Just Can't Say Goodbye" – 4:08
13. ヒア・イズ・マイ・ハート "Here Is My Heart" – 4:03
14. ドント・ストップ・ザ・ミュージック "Don't Stop the Music" – 4:28
15. エンジェル（ブーギーマン・リミックス） "Angel (Boogieman remix extended)" – 6:43

## シングル
本作からのシングルのチャート最高順位を示す。
| タイトル                           | チャート                                                  | 最高順位 |
| ---------------------------------- | --------------------------------------------------------- | -------- |
| エンジェル                         | アメリカ（Billboard Hot 100）                             | 70       |
| エンジェル                         | アメリカ（アダルト・コンテンポラリー）                    | 4        |
| エンジェル                         | アメリカ（ダンス・ミュージック/クラブ・プレイ・シングル） | 32       |
| エンジェル                         | イギリス                                                  | 18       |
| エンジェル                         | ドイツ                                                    | 9        |
| ドント・ストップ・ザ・ミュージック | イギリス                                                  | 34       |
| ドント・ストップ・ザ・ミュージック | ドイツ                                                    | 68       |
| テンダー・ハート                   | イギリス                                                  | 29       |
| シンデレラ                         | ドイツ                                                    | 74       |

## 参加ミュージシャン
- ライオネル・リッチー - ボーカル、ローズ・ピアノ
- マーク・テイラー - キーボード、プログラミング、ストリングス・アレンジ
- ジョー・ウルフ - キーボード、ドラムス&パーカッション・プログラミング
- ウォルター・アファナシェフ - キーボード、シンセサイザー&リズム・プログラミング
- ロイド・トルバート - キーボード、プログラミング
- マイケル・ボディッカー - キーボード
- ダリル・シモンズ - キーボード、バックグラウンド・ボーカル
- ドリアン・ダニエルズ - キーボード
- ジェリー・ピータース - ピアノ、ストリングス・アレンジ
- アダム・フィリップス - ギター
- ポール・ジャクソン・ジュニア - ギター
- マイケル・ランドウ - ギター
- ディーン・パークス - ギター
- ジョン・クラーク - ギター
- ポール・バリー - アコースティック・ギター
- アレックス・アル - ベース
- リッキー・マイナー - ベース
- ロニー・ギャレット - ベース
- ウィンストン・ビセット - ベース
- リッキー・ローソン - ドラムス
- タク・ヒラノ - パーカッション
- ルイス・コンテ - パーカッション
- スネイク・デイヴィス - サクソフォーン
- ジョン・サーケル - トランペット
- レイモンド・ブラウン - ホーン・アレンジ
- ロビン・スミス - ストリングス・アレンジ
- トレイシー・アカーマン - バックグラウンド・ボーカル
- ジェラルド・コックス - バックグラウンド・ボーカル
- Jared Douglas - バックグラウンド・ボーカル
- クレイトーヴェン・リチャードソン - バックグラウンド・ボーカル
- スカイラー・ジェット - バックグラウンド・ボーカル
- Conesha Monet - バックグラウンド・ボーカル
- LaShawn Daniels - バックグラウンド・ボーカル
- アンディ・ブラックウッド - バックグラウンド・ボーカル
- シルヴィア・メイソン・ジェームズ - バックグラウンド・ボーカル
- デメトリウス・ハーヴェイ - バックグラウンド・ボーカル